# Труба Кундта

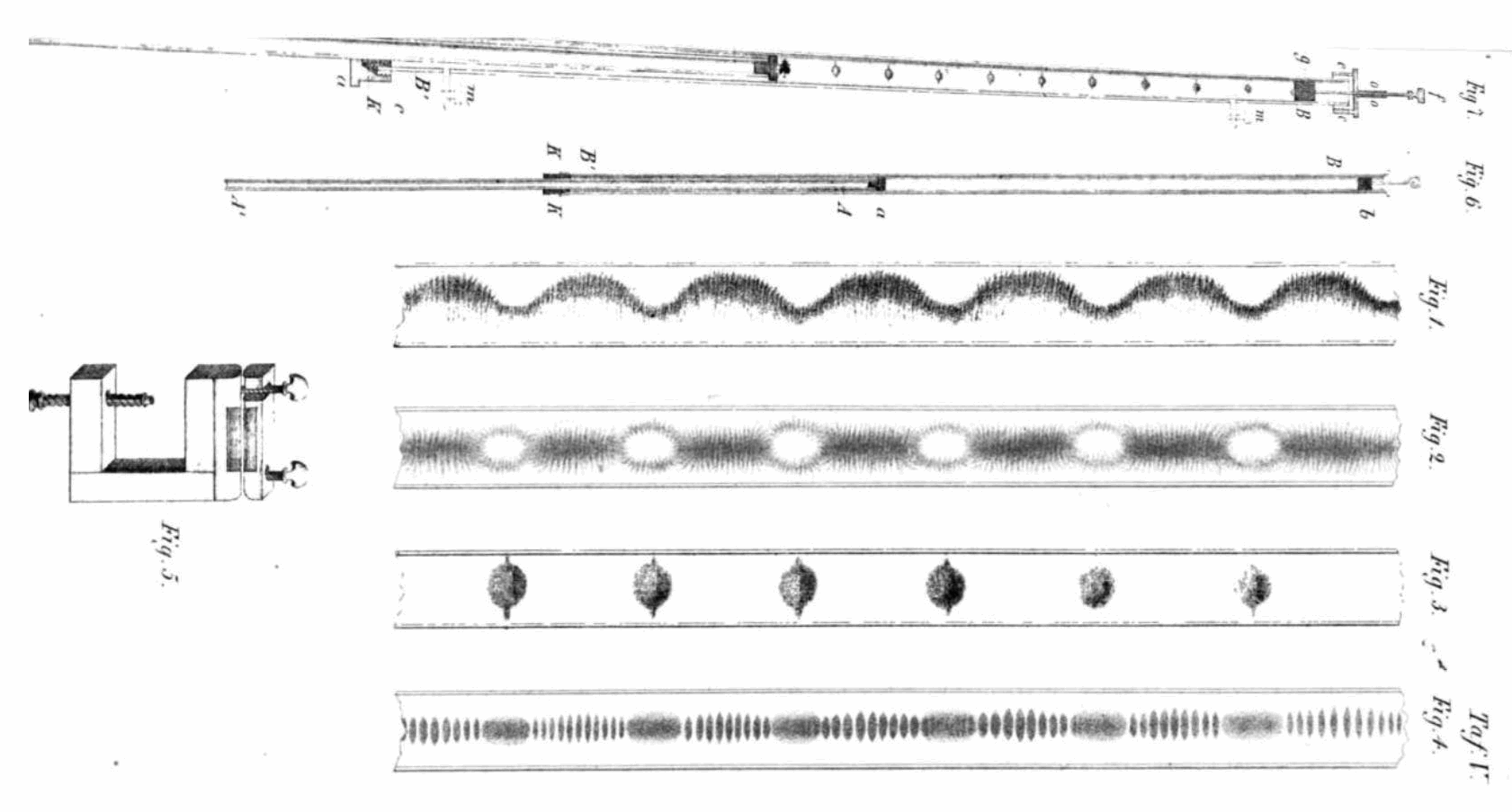
Рисунок из оригинальной статьи Кундта 1866 года в Annalen der Physik, показывающий устройство прибора (fig.6 & 7, top) и создаваемый частицами рисунок(fig.1, 2, 3, 4)

Труба Кундта — это экспериментальный акустический прибор, изобретённый в 1866 немецким физиком  Августом Кундтом для измерения скорости звука в газах или твердом цилиндре. На сегодняшний день прибор используется для демонстрации акустической стоячей волны.

## Принцип работы
Труба состоит из прозрачного цилиндра, заполненного небольшим количеством мелкого лёгкого порошка (из пробки, ликоподия, талька). На одном конце трубы установлен источник звука стабильной частоты. Кундт использовал металлический резонатор, который "пел" при его натирании. Современные демонстрации используют в качестве источника звука динамики, подключённые к генератору сигналов, дающим синусоидальный сигнал стабильной частоты. Другой конец трубы заглушен или содержит перемещаемый поршень для настройки длины трубы.
Когда источник звука включён, длину трубы изменяют поршнем с противоположного конца, пока звук не станет резко громким — это показывает наличие в трубе акустического резонанса. Это означает, что на пути звука умещается кратное число длин волн звука, длина волны обозначается буквой λ. В то же время длина трубы кратна целому числу полуволн. В трубе образуется стоячая волна. Амплитуда вибраций, вследствие сложения волн, равна нулю через периодические расстояния вдоль трубы, образуя "узлы", в которых порошок не шевелится, и пучности, в которых амплитуда максимальна и порошок шевелится.

Стоячая волна. Красные точки отмечают узлы

Порошок захватывается движениями воздуха, созданными акустической волной в трубе, и формирует горки в местах узлов, которые остаются и после выключения звука. Расстояние между горками равно половине длины волны звука λ/2. Если измерить расстояние между горками - можно найти длину волны звука λ, и если частота звука, обозначаемая буквой f известна, то можно найти скорость звука в воздухе. Взаимосвязь описывается формулой:
{\displaystyle c=\lambda f\,}
Перемещение частиц порошка вызывается акустическим потоком, вызванным пограничным слоем у стенок трубы.

## Последующие эксперименты
Заполняя трубу различными газами, а также откачивая газ из трубы насосом Кундт смог измерить скорость звука в различных газах и при различных давлениях. Источником колебаний служил металлический стержень, закрепленный в центре пробки с одного из концов трубы. Когда Кундт тёр стержень куском кожи, покрытом канифолью, стержень резонировал на своей резонансной частоте. Так как скорость звука в воздухе уже была известна, Кундт смог рассчитать скорость звука в металле стержня. Длина стержня L была равна длине полуволны звука в металле, а расстояние между горками порошка в трубе равно половине длины волны звука в воздухе d. Соответственно скорости звука в этих средах относились между собой как длины волн:
{\displaystyle {\frac {c_{\text{металл}}}{c_{\text{воздух}}}}={\frac {f\lambda _{\text{металл}}}{f\lambda _{\text{воздух}}}}={\frac {\lambda _{\text{металл}}}{\lambda _{\text{воздух}}}}={\frac {L}{d}}\,}

## Точность

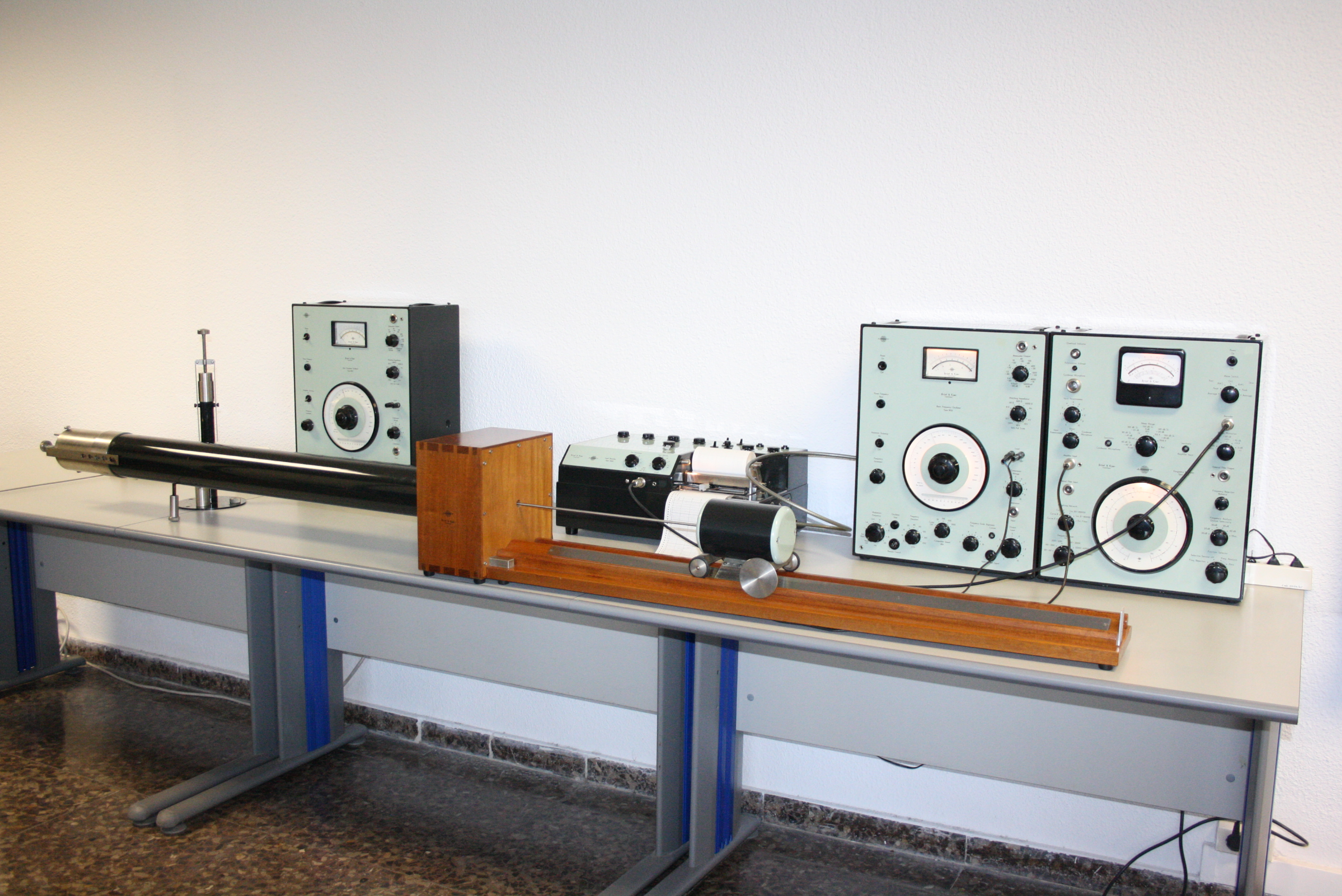
Современная версия эксперимента с трубой Кундта в физическом классе южноамериканского университета. Вместо прозрачной трубы с порошком для определения положения узлов эта установка использует микрофон. Уровень сигнала с микрофона становится минимальным в узле и максимальным в пучности, микрофон внутри трубы перемещается кареткой (справа в центре). Уровень сигнала записывается на бумаге в виде графика графопостроителем (в центре сзади)

Менее точный метод определения длины волны использовался до Кундта. Он основан на измерении длины трубы при резонансе, которая кратна числу полуволн в трубе. Но проблема в том, что длина трубы не точно равна кратному числу полуволн . Это связано с тем, что узел со стороны вибрирующего диффузора не точно на месте диффузора, а на некотором расстоянии от него. Метод Кундта по непосредственному измерению расстояния между узлами на порошке позволил значительно повысить точность.